# Fritillaria rhodia
Fritillaria rhodia là một loài thực vật có hoa trong họ Liliaceae. Loài này được A.Hansen miêu tả khoa học đầu tiên năm 1969.